# Янетович, Ведран
Ведран Янетович (англ. Vedran Janjetović; род. 20 августа 1987, Загреб, Хорватия) — австралийский футболист хорватского происхождения, выступающий на позиции вратаря.

## Карьера

### Молодёжная карьера
Родился в столице Хорватии городе Загреб, в семилетнем возрасте с семьей перебрался в Австралию. Начинал заниматься футболом в клубе «Хартсфил Сити Минотаурс» в возрасте 14 лет. Позднее занимался футболом в клубах «Стэнмор Хокс», «Сидней Олимпик» и «АПИА Лейхардт Тайгерс». В 2009 году становится чемпионом чемпионата молодёжной лиги в составе клуба «Сидней».

### Клубная карьера
Дебютирует в профессиональном футболе в 2006 году в клубе Второй лиги Хорватии «Бьеловар», отыграв всего 2 матча покинул клуб. С 2009 года выступал в Премьер-лиге Нового Южного Уэльса за клуб «Сидней Юнайтед» в качестве основного вратаря. В 2009 году отправлен в краткосрочную аренду в клуб «Брисбен Роар», для того что бы стать подменой Гриффина Макмастера, так как основной вратарь клуба Лиам Редди получил травму, но так и не провел ни одного матча за клуб.
В феврале 2012 года на правах аренды присоединился к клубу «Мельбурн Хартс», принял участие в двух матчах против «Колорадо Рэпидз» и «Пусан Ай Парк» на турнире проходившем на Гаваях. В официальных матчей за клуб участия не принимал.
В июне 2012 года подписал контракт с клубом «Сидней» как возможная подмена вратаря Ивана Нечевски. Также Ведраном интересовался клуб «Уэстерн Сидней Уондерерс», однако тренеры Желько Калац и Иан Крук уговорили его выбрать «Сидней». Дебютировал в составе клуба 2 декабря 2012 года против «Мельбурн Сити». С сезона 2013/14 являлся основным голкипером клуба.
20 декабря 2016 года перешёл в «Уэстерн Сидней Уондерерс», подписав 18-месячный контракт.

## Достижения
- Победитель чемпионата молодёжной лиги: 2008/2009
- Победитель плей-офф молодёжной лиги: 2008/2009